# Підрахунок кратерів

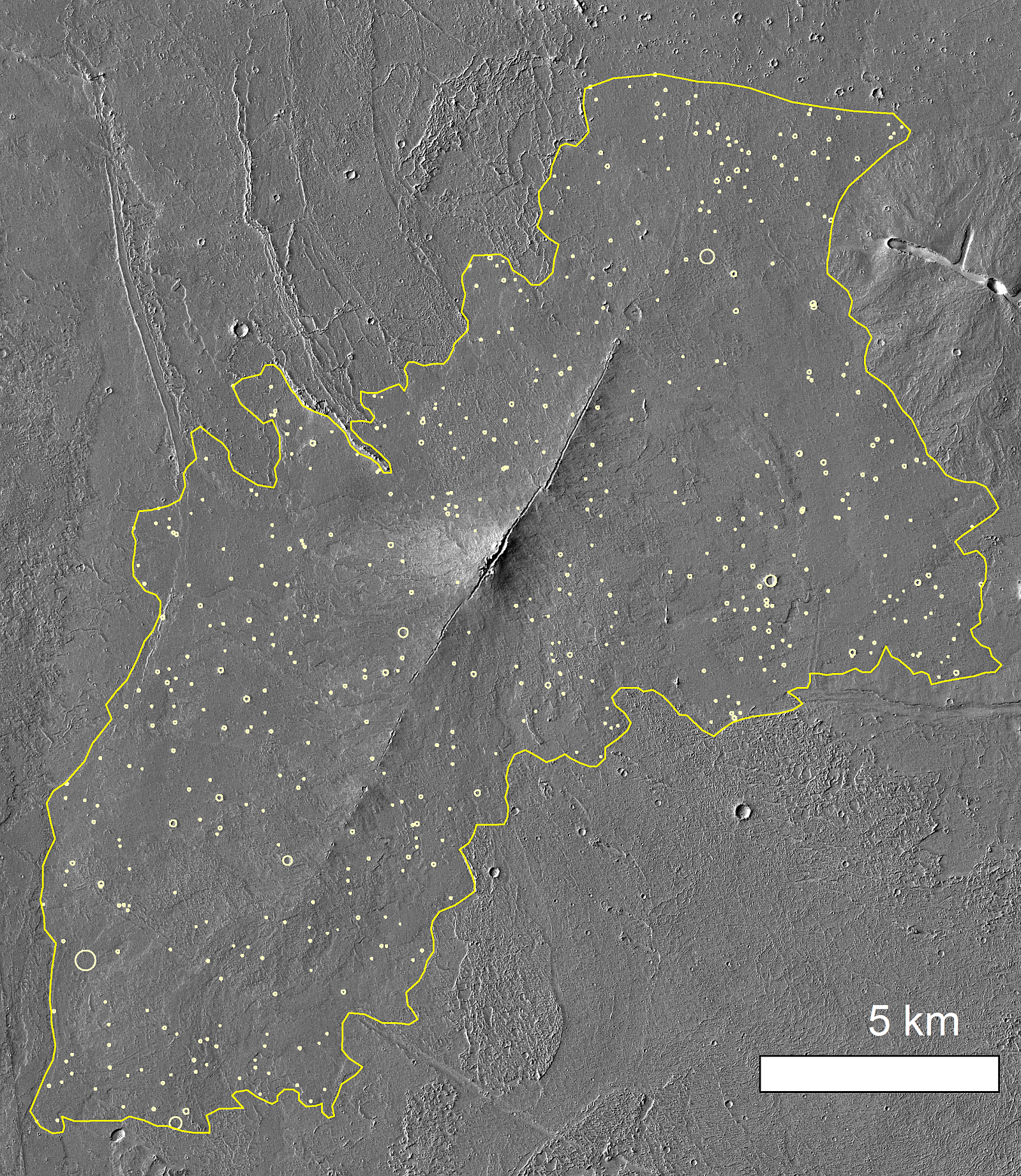
Окреслений кордон вулканічного щита в області Тарсис на Марсі. Колами позначені ударні кратери.

Підрахунок кількості кратерів — метод оцінки віку ділянок поверхні планети або супутника з твердою поверхнею. Метод заснований на підрахунку кількості ударних кратерів на одиницю площі та ґрунтується на припущенні, що нова поверхня не має кратерів і що кратери накопичуються з якоюсь постійною швидкістю. Метод був відкалібрований на основі радіоізотопного датування проб порід з поверхні Місяця.

## Критика методу
Точність оцінки віку геологічно молодих поверхонь на основі підрахунку марсіанських кратерів була поставлена під сумнів через утворення великої кількості вторинних кратерів. Наприклад, молодий кратер Zunil на рівнині Елізій має близько ста вторинних кратерів, деякі далі, ніж у 1000 км від первинного. Це означає, що область поверхні, на якій немає первинних кратерів, але усіяна великою кількістю вторинних, виглядає старшою, ніж область з поодинокими первинними кратерами.